# Nowodwory (województwo podlaskie)
Nowodwory – wieś w Polsce, położona w województwie podlaskim, w powiecie wysokomazowieckim, w gminie Ciechanowiec.
W latach 1975–1998 wieś administracyjnie należała do województwa łomżyńskiego.
Wierni kościoła rzymskokatolickiego należą do parafii Najświętszej Maryi Panny z Fatimy w Ciechanowcu.

## Integralne części wsi
| SIMC    | Nazwa      | Rodzaj    |
| ------- | ---------- | --------- |
| 1013826 | Dominikowo | część wsi |
| 1013878 | Zaciszyn   | część wsi |

## Historia
W połowie wieku XIX obszar współczesnej wsi Nowodwory częścią dóbr Nowodwory w powiecie mazowieckim, gmina Klukowo, parafia Kuczyn.
W roku 1827 w dobrach był 1 dom i 20 mieszkańców.
Pod koniec wieku XIX dobra składały się z rezydencji, folwarków Dominikowo i Adamowo. Użytki rolne o powierzchni 2704 morgów, w tym: grunty orne i ogrody 650, łąki 287, pastwiska 43, lasu mórg 1420, zarośli 147, nieużytków 36, wieczyste dzierżawy mórg 7. Budynków murowanych 14, z drzewa 21, dwa młyny wodne i cegielnia.
Miejscowość założona najprawdopodobniej na początku XX w., gdyż na austro-węgierskiej mapie z 1897 r. wyszczególniono w obszarze współczesnej wsi, tylko zabudowania dworskie Zacisze (teraz Zaciszyn). Zasiedlona w części przez osadników przybyłych z Kurpi.
W spisie powszechnym z 1921 r. wykazano folwark Nowodwory z 13. budynkami o przeznaczeniu mieszkalnym i 174. mieszkańcami (86. mężczyzn i 88 kobiet). 156 osób zadeklarowało narodowość polską, a 18 żydowską. Razem z folwarkiem spisano również leśniczówkę Gać..
1 lipca 1952 część Nowodworów włączono do Ciechanowca.

## Współcześnie
Na terenie wsi zlokalizowano złoża piasku i żwiru.

## Usługi
- dwa zakłady napraw samochodów

## Obiektyzabytkowe
- stodoła, murowana, z 1876 r.